# Малые противолодочные корабли проекта 122-А
Ма́лые противоло́дочные корабли́ прое́кта 122-А ти́па «Кроншта́дт» (аналогичная классификация НАТО — Kronshtadt) — противолодочные корабли, модификация проекта 122, который разрабатывался во время Великой Отечественной войны.

## Создание
В первые послевоенные годы на смену катерам типа МО-4 («малый охотник») пришли другие охотники за подводными лодками новых проектов, которые предназначались для охраны водного района (чаще всего в районе баз флота). Для обновления и усовершенствования кораблей было построено более 270 больших охотников проектов 122-А и 122-бис. Сам проект 122 был разработан ещё до Великой Отечественной войны (первые корабли этого проекта начали строить в 1939 году), а разработка его модификации 122-бис была начата в 1944 году в ЦКБ-51. Главным конструктором этого корабля был Н. Г. Лощинский, затем — Н. Х. Желязков, а после 1948 года — А. В. Кунахович. Корабль имел гладкопалубную архитектуру с надстройкой в середине.

## Описание
Корабли строились двумя сериями. На 122-А ставились американские дизели «General Motors», которые были более эффективны, чем советские двигатели. У кораблей 122-А скорость достигала 20 узлов. Вооружались 85-мм универсальной артустановкой 90-К в носу и двумя 37-мм зенитными автоматами 70-К в корме. Противолодочное вооружение состояло из двух кормовых бомбосбрасывателей с запасом глубинных бомб и бомбомётов БМБ-1. На первых кораблях пр.122-бис устанавливалась реактивная бомбомётная установка РБМ, а на последних — две РБУ-1200 с наводящимися в двух плоскостях пусковыми установками. Дополнительно корабли вооружались тремя 12,7-мм пулемётными установками ДШК. Для освещения надводной обстановки использовалась РЛС «Гюйс», а для поиска ПЛ — активная ГАС «Тамир-10».

## Строительство и применение
Строительство противолодочников проекта 122-А велось поточно-позиционным методом, что позволяло одному заводу ежегодно сдавать флоту по 25-30 кораблей. Строительство велось на ССЗ им. Горького в Зеленодольске, СМП в Ленинграде и СЗЛК в Комсомольске-на-Амуре. Постройка всей серии из более 270 корпусов была завершена к 1955 году. Значительная часть из них передавалась дружественным странам: Индонезии передано 14 кораблей, Кубе — 6, Китаю — 6; Польше в аренду на 5 лет в 1957 году были переданы 4 (получили названия DS-45 «Zwinny», DS-46 «Zrecny», DS-47 «Wytrwaly», DS-48 «Grozny»), а позднее насовсем переданы 6 кораблей; Албании — 4, Румынии переданы 3 корабля и МПК-160 и МПК-162 переданы Болгарии. Ввиду небольшой скорости чаще всего использовались в 1960-х годах для несения дозорной службы на рейдах. В настоящее время все корабли этого проекта списаны.